# ملعب تريس دي مارزو
ملعب تريس دي مارزو (بالإسبانية: Estadio Sergio León Chávez)‏ هو ملعب كرة قدم بمدينة سابوبان، خاليسكو في المكسيك، وهو الملعب الرئيسي لنادي تيكوس. حيث تصل طاقة الملعب الاستيعابية إلى نحو 30,015 ألف متفرج. افتتح الملعب في 1971.
استضاف الملعب العديد من المنافسات منها كأس العالم لكرة القدم 1986.